# Europan
 (octobre 2024).
Europan ou EUROPAN (acronyme pour Europe Programme Architecture Nouvelle) est une compétition biennale de jeunes architectes de moins de 40 ans, invités à présenter des projets urbains et architecturaux innovants sur différents sites européens.

## Thèmes des sessions
- Europan 1 : 1989-1990 (2 ans) : « Évolution des modes de vie et architecture du logement »[1].
- Europan 2 : 1990-1991 (2 ans) : « Habiter la ville, re-qualification de sites urbains »[2].
- Europan 3 : janvier 1992 - juin 1994 : « Chez soi en ville, urbaniser des quartiers d’habitat »[3].
- Europan 4 : juillet 1994 - décembre 1996 : « Construire la ville sur la ville, transformation de sites urbains contemporains »[4].
- Europan 5 : janvier 1997 - juin 2000 : « Les nouveaux paysages de l’habitat, déplacement et mobilités »[5].
- Europan 6 : juillet 2000 - décembre 2002 : « Entre villes, dynamiques architecturales et urbanité nouvelle »[6].
- Europan 7 : janvier 2003 - Avril 2004 : « Challenge suburbain, intensités et diversités résidentielles »[7].
- Europan 8 : mai 2004 - avril 2006 : « Thème : Urbanité européenne et projets stratégiques »[8].
- Europan 9 : mai 2006 - avril 2008 : « Urbanité européenne, Ville durable et Nouveaux espaces publics »[9].
- Europan 11 : février 2011 - avril 2012 : « Territoires et modes de vie en résonances, quelles architectures pour des villes durables »[10] ?